# Luca Lombardo

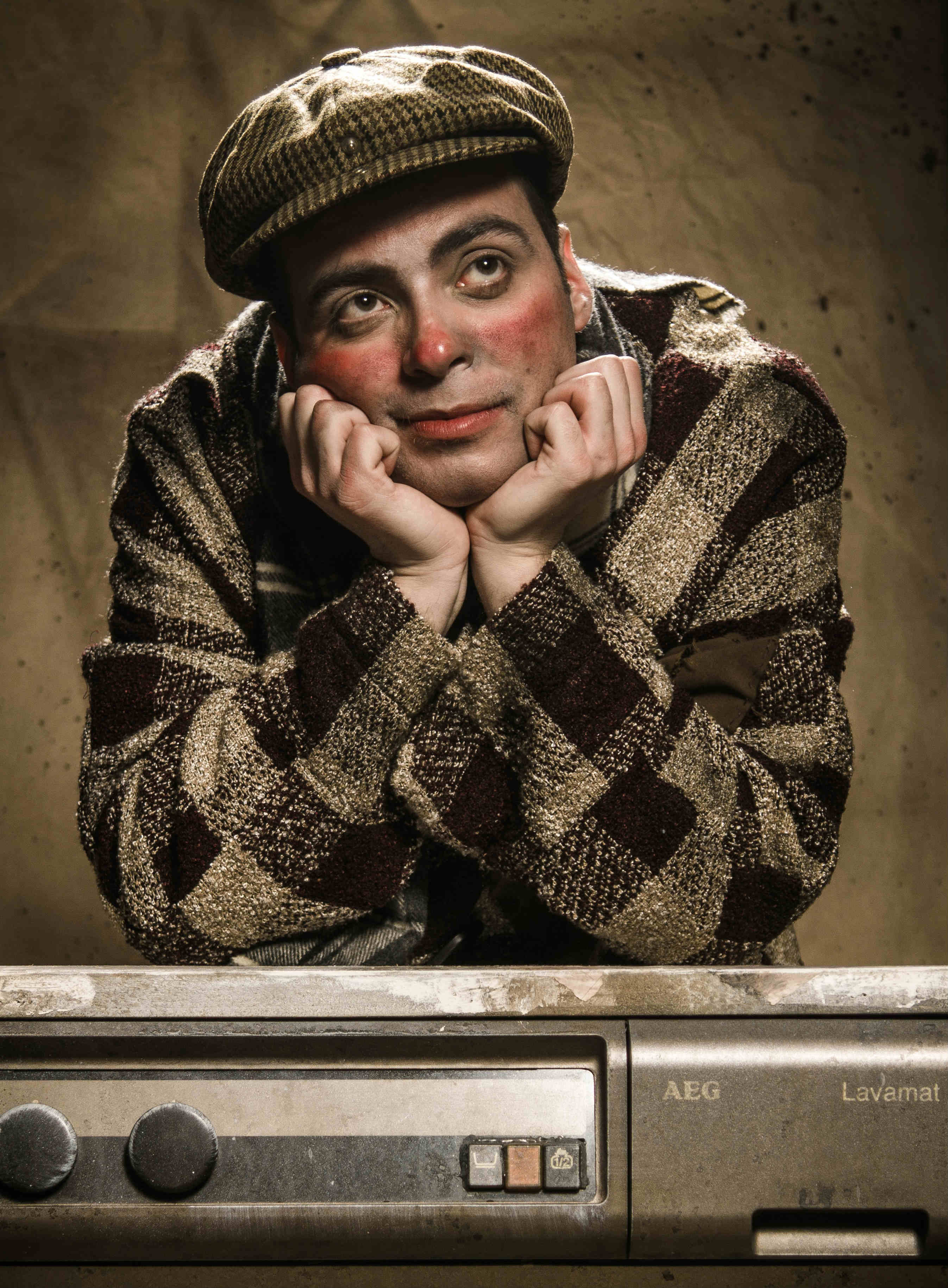
Luca Lombardo durante la recitazione di Poubelle

Luca Lombardo (Napoli, 30 settembre 1983) è un attore, illusionista e trasformista italiano.

## Biografia
Nato nel 1983 a Napoli, sin da bambino manifesta la sua passione per lo spettacolo esibendosi per prima volta presso i Salesiani, dove passa la sua infanzia. Dopo essersi diplomato a liceo scientifico vince un concorso per entrare nell'Esercito Italiano, ma la sua vocazione per lo spettacolo lo porta a lasciare le forze armate dopo 10 anni. Profondo estimatore di Arturo Brachetti, dopo aver studiato magia e recitazione, dal 2004 si dedicherà al trasformismo.

### Carriera
Dopo aver studiato illusionismo e prestidigitazione nel 2004 inizia a studiare recitazione, successivamente partecipa all'Atelier di Commedia dell'arte con il Maestro Michele Monetta. Nel 2012 si avvicina all'arte della clowneria studiando in Spagna con il Maestro Jango Edwards. Inizia poi un percorso individuale di studio con il Maestro Augusto Fornari. Dopo alcuni anni porta in scena Poubelle, spettacolo scritto insieme al regista Augusto Fornari. Nel 2008 è finalista della New Energy Competition, presentata da Camila Raznovich, con la direzione artistica di Marco Columbro. Nel 2015 viene ingaggiato per esibirsi al SIBF a Sharjah, nominata dall’UNESCO capitale mondiale del libro. In questa occasione si esibisce svariate volte durante la fiera internazionale del libro. Nel 2016 è in tournée in Francia con il Magnifico Circo acquatico.
Successivamente parte per l'estero, prima in Cina, dove si esibisce a Pechino presso Happy Valley, una catena di parchi tematici cinese, in occasione della festività nazionale di metà autunno. In Qatar si esibisce a Doha per il Fitr festival 2019. Nello stesso anno partecipa anche alla trasmissione Italia's Got Talent. Nel 2019 si esibisce a Vitoria in Spagna per uno dei festival di magia più importanti d'Europa, il Magialdia Festival. Nello stesso anno si esibisce anche per il Giffoni Film Festival. e presso il Teatro del Perla in Slovenia.
A luglio 2020 è al Festival di Avignon Off, in Francia, con lo spettacolo "The Transformist". Il Festival è stato poi annullato a causa della pandemia.

## Poubelle, la magia oltre ogni immaginazione
Poubelle è uno spettacolo di trasformismo scritto insieme al regista Augusto Fornari. Il nome è derivante dal francese poubelle, che significa "rifiuti". Il protagonista è un senzatetto che vive in un bidone della spazzatura. Grazie alla sua fantasia questo clochard riesce a trasformare le sue noiose giornate in un momento di gioco e magia. Da ogni rifiuto trovato si trasforma in pochi secondi un personaggio iconico della nostra infanzia (per esempio Mario).  Lo spettacolo è stato recensito dalla trasmissione teatrale di Rai 1 Applausi, che lo definisce innovativo.
A Dicembre 2019 fa parte del cast "Abracadabra", format in scena al Teatro Ghione di Roma con alcuni dei più noti maghi del panorama magico internazionale.

## 71º Festival della Canzone Italiana
A marzo 2021 partecipa al Festival di Sanremo come consulente e artista in scena con il gruppo Lo Stato Sociale. Un'edizione atipica, infatti per la prima volta il pubblico non è presente in platea a causa della pandemia. Durante la competizione canora insieme alla band viene eseguito uno spettacolo di magia, trasformismo e clowneria. Dopo le sue esibizioni il suo personaggio Poubelle diventa un videogame.

## Opere
Luca Lombardo, Confessioni di un Trasformista: Impara a cambiarti in un secondo, 14 giugno 2020, ISBN 979-8651657070. Tradotto successivamente anche in lingua inglese: Confessions of a quick change artist: Learn how to change in one second, 13 luglio 2020, ISBN 979-8662846487